# Кудинова, Александра Дмитриевна
Александра Дмитриевна Кудинова — советский хозяйственный деятель, Герой Социалистического Труда.

## Биография
Родилась в 1923 году на хуторе Поплавский. Член КПСС.
В 1943—1953 — зоотехник в различных совхозах Меловатского района Воронежской области.
В 1954—1989 — зоотехник колхоза имени Кирова Калачеевского района Воронежской области.
Указом Президиума Верховного Совета СССР от 8 апреля 1971 года присвоено звание Героя Социалистического Труда с вручением ордена Ленина и золотой медали «Серп и Молот».
Делегат XXIV съезда КПСС.
Умерла в 1994 году в Марганце.

## Награды и звания
- Герой Социалистического Труда (08.04.1971)
- Орден Ленина (08.04.1971)